# Liste des rabbins français victimes du nazisme
Durant la Seconde Guerre mondiale, des rabbins français furent victimes du nazisme. Ils furent soit fusillés en France même ou déportés dans des camps de la mort.

## Rabbins français victimes du nazisme
- Léon Berman
- Élie Bloch
- Robert Brunschwig
- Elie Cyper
- Israël Frankforter
- Ernest Ginsburger
- Paul Haguenauer
- René Hirschler
- Nathan Hosanski
- Tibor Katzmann[réf. nécessaire]
- Jacques Kahn
- Moïse Kalhenberg
- Bereck Kofman
- Samy Klein
- Henri Lévy
- Nathan Lévy
- Robert Meyers
- Josué Pruner
- Joseph Saks
- Bernard Schonberg
- Samy Stourdzé
- Joseph Wiener
- Aron Wolf
- Mathieu Wolf